# Військова академія армії Японії

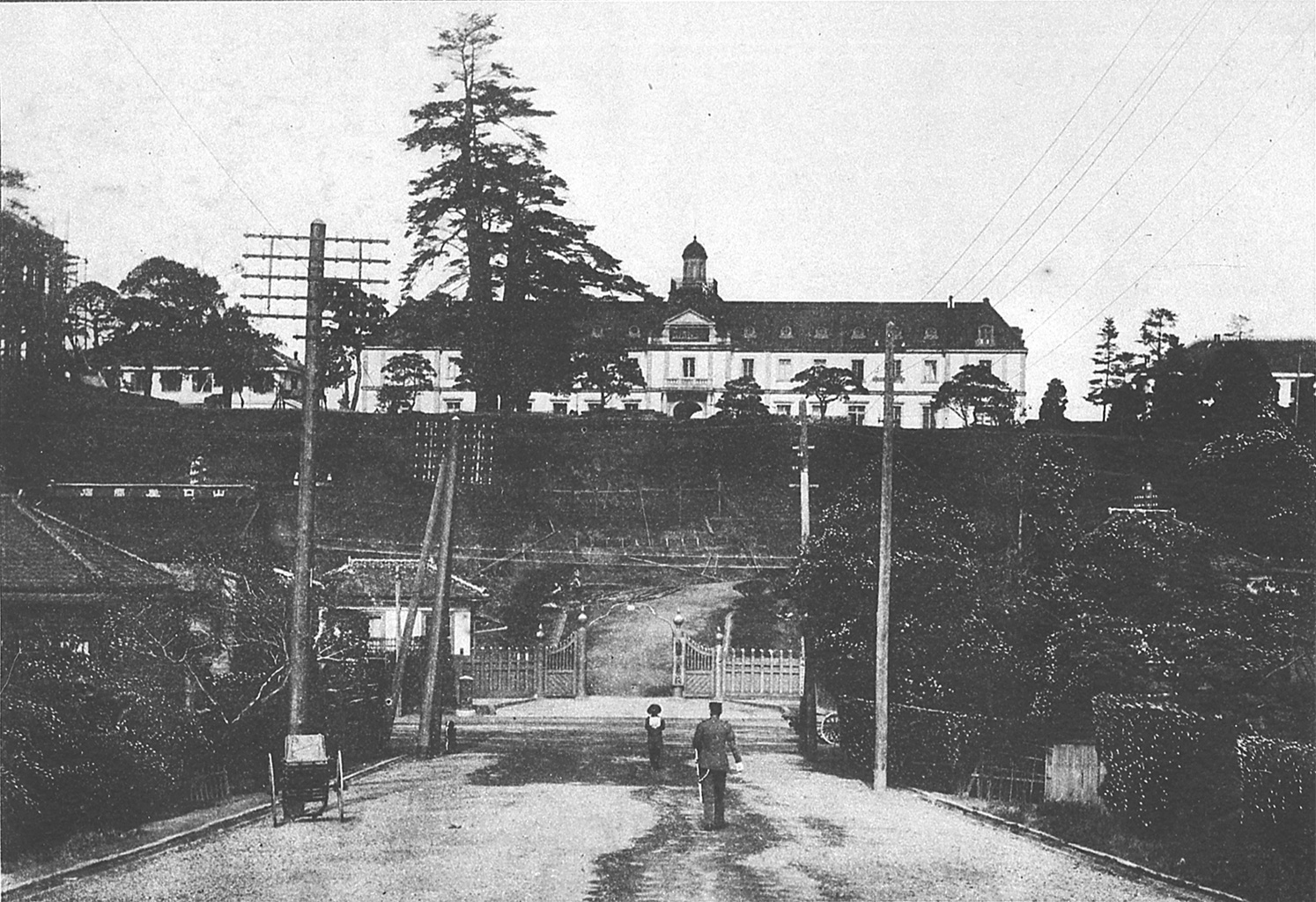
Військова академія армії Японії (1907, Ітіґая, Токіо).

Військова академія армії Японії (яп. 陸軍士官学校, りくぐんしかんがっこう, рікуґун сікан ґакко) — військова академія в Японії, вищий навчальний заклад з підготовки офіцерів Імперської армії. Існувала протягом 1847—1945 років.

## Короткі відомості
Військова академія армії Японії була заснована 1874 року. Її попередник — Військова академія збройних сил Японії, заснована 1868 року.
1887 року за прусським зразком в академії була введена кадетська система, за якою до вищого навчального закладу приймалися випускники кадетських корпусів. Відповідно до цієї системи, кадети-відмінники, що були відібрані за результатами іспитів, приписувалися до певних військових частин і вступали до академії. Вони навчалися в ній 2 роки й після випуску поверталися до своїх приписних частин як офіцери-практиканти. Випускники мали обов'язок служити в цих частинах протягом 20 місяців. Вони отримували своє перше звання молодшого лейтенанта після 4 місяців успішної служби за рішенням офіцерської ради частини.
З 1917 року до академії стали приймати сержантів-відмінників дійсної служби.
1920 року підготовку офіцерів розділили на підготовчі та практичні курси. 1937 року вони були переорганізовані в Підготовчу та Стаціонарну академії. Перша розташовувалась в Асаці префектури Сайтама, друга в Дзамі префектури Канаґава.
1938 року була створена додаткова Авіаційна академія армії Японії для підготовки офіцерів авіації.
Кадетська система академії сприяла формуванню елітаризму і корпоративності її випускників.